# Papeles de Sinkiang

Mapa que muestra la ubicación de Sinkiang, China.

Los papeles de Sinkiangm también llamados como Xinjiang papers, son una colección de más de 400 páginas de documentos internos del gobierno chino que describen la política del gobierno con respecto a los musulmanes uigures en la región de Sinkiang. En noviembre de 2019, los periodistas Austin Ramzy y Chris Buckley de The New York Times publicaron la historia que caracterizaba los documentos como «una de las filtraciones más importantes de documentos gubernamentales desde dentro del gobernante Partido Comunista de China en décadas». Según The New York Times, los documentos fueron filtrados por una fuente dentro del Partido Comunista Chino e incluyen un desglose de cómo China creó y organizó los campos de internamiento de Sinkiang.
En respuesta a la publicación de los papeles de Sinkiang, el gobierno chino afirmó que los documentos eran «pura y dura invención». La filtración ha llevado a un mayor escrutinio y críticas a los campos de internamiento de China en Sinkiang.

## Descripción y contenidos
Los documentos de Sinkiang son una colección de más de 400 páginas de documentos internos chinos filtrados que detallan la detención de musulmanes uigures en Sinkiang por parte del Partido Comunista Chino. Consisten en discursos internos del secretario general del PCCh, Xi Jinping, y otros funcionarios, informes sobre el control de la población y la vigilancia de los musulmanes uigures en Sinkiang, e investigaciones internas sobre los funcionarios locales.

### Discursos internos de Xi y otros funcionarios
En una serie de discursos internos en 2014, Xi pidió una «lucha contra el terrorismo, la infiltración y el separatismo» en Sinkiang. En respuesta a los ataques terroristas en Sinkiang, Xi pidió al gobierno chino que sea «tan duro como ellos» y que «no muestren ningún tipo de piedad». Xi comparó el extremismo islámico con un «contagio similar a un virus» y una «droga peligrosamente adictiva», que requeriría «un período de doloroso tratamiento intervencionista». Xi mencionó que los campos de internamiento deben implementar «una remodelación y transformación educativa eficaz de los delincuentes», y que la «educación y transformación» debe continuar después de que las personas sean liberadas.
Xi advirtió que los disturbios en Siria y Afganistán permitirían que las organizaciones terroristas se infiltraran en Asia Central y lanzaran ataques terroristas en Sinkiang. Afirmó que si la violencia se propagase a otras partes de China, «la estabilidad social sufrirá conmociones, la unidad general de las personas de todas las etnias se dañará y las amplias perspectivas de reforma, desarrollo y estabilidad se verán afectadas». En su campaña en Sinkiang, Xi alentó a los funcionarios a emular la «guerra contra el terror» de Estados Unidos tras los ataques del 11 de septiembre. Según The New York Times, los discursos de Xi muestran cómo ve las amenazas al partido a través de la lente del colapso de la Unión Soviética, que atribuyó a la «laxitud ideológica y al liderazgo débil».
Los papeles de Sinkiang también contienen discursos internos de otros funcionarios del PCCh. Zhu Hailun, ex alto funcionario de seguridad de Sinkiang, citó los ataques terroristas en el Reino Unido como una «advertencia y lección» para que China controle adecuadamente la propagación del extremismo. Zhu afirmó que los ataques terroristas del Reino Unido podrían atribuirse al «énfasis excesivo en los derechos humanos por encima de la seguridad» del gobierno británico. Chen Quanguo, secretario del Partido Comunista en Sinkiang, dijo que luchar contra el terror y salvaguardar la estabilidad era una «guerra prolongada» y una «guerra ofensiva».

### Informes de control y vigilancia de la población
Los documentos contienen directivas e informes sobre la vigilancia y el control de los musulmanes uigures en Sinkiang. Según los documentos filtrados, el internamiento y la vigilancia de los musulmanes uigures se expandió rápidamente después del nombramiento de Chen Quanguo como secretario del Partido Comunista en Sinkiang en 2016. Chen ordenó a los oficiales que «se prepararan para una ofensiva aplastante y aniquiladora» y «reunieran a todos los que deberían ser detenidos». Esto incluía la detención de cualquier persona con «síntomas de radicalismo religioso o puntos de vista antigubernamentales», incluyendo dejar abruptamente de fumar o beber, usar barbas largas, rezar fuera de las mezquitas y estudiar árabe.
Los documentos contienen un guion para que los funcionarios locales en Turfán lo utilicen para responder a las preguntas de los hijos de los padres enviados a los campos de internamiento. Se instruyó a los funcionarios para que les dijeran a los hijos que sus padres estaban en una «escuela de formación establecida por el gobierno» porque habían sido «infectados por pensamientos poco saludables». Si los hijos preguntaban por qué sus padres no podían volver a casa, los funcionarios debían responder que necesitaban «someterse a un tratamiento cerrado y aislado», y que sus pensamientos malsanos debían ser «tratados como la desintoxicación de los adictos a las drogas». Los hijos recibieron instrucciones de «no creer ni difundir rumores» y «cumplir con las leyes y reglas del estado», lo que luego podría «sumar puntos» para sus familiares y acortar sus detenciones.

### Investigaciones internas a funcionarios locales
Los documentos señalan que la campaña de internamiento enfrentó dudas y resistencias por parte de los funcionarios locales, algunos de los cuales fueron purgados o encarcelados. Mencionan específicamente a Wang Yongzhi, exsecretario del partido del condado de Yarkand. Wang discrepó en privado con la escala de las detenciones y ordenó la liberación de más de 7000 reclusos, lo que supuestamente lo llevó a ser despojado del poder y encarcelado. Según The New York Times, el partido «hizo un ejemplo» de Wang para demostrar que no tolerarían ninguna resistencia a su campaña.

## Publicación deThe New York Times
El 16 de noviembre de 2019, Ramzy y Buckley de The New York Times publicaron los documentos de Sinkiang en un artículo titulado «'Absolutamente sin piedad': los archivos filtrados exponen cómo China organizó la detención masiva de musulmanes». Los documentos se publicaron junto con extractos traducidos y su propio análisis. Ramzy y Buckley afirman que los documentos fueron proporcionados por un funcionario del gobierno chino que solicitó el anonimato y esperaba «evitar que los líderes del partido, incluido el Sr. Xi, escapen a la culpabilidad de las detenciones masivas».
La publicación de los documentos de Sinkiang fue seguida por la filtración de los Cables de China unos días después. Otros documentos presuntamente filtrados de fuentes gubernamentales chinas incluyen la Lista Aksu y la Lista Karakax. Tras la filtración de los papeles de Sinkiang, el gobierno regional de Sinkiang ordenó a los funcionarios gubernamentales que reforzaran el control de la información confidencial mediante la eliminación de datos, la destrucción de documentos y la restricción de la transferencia de información.
Junto con otros informes sobre la represión uigur en China, «'Absolutamente sin piedad': los archivos filtrados exponen cómo China organizó la detención masiva de musulmanes» fue nominado para un Premio Pulitzer en 2020 en la categoría de Reportaje internacional.

## Reacciones

### Domésticas

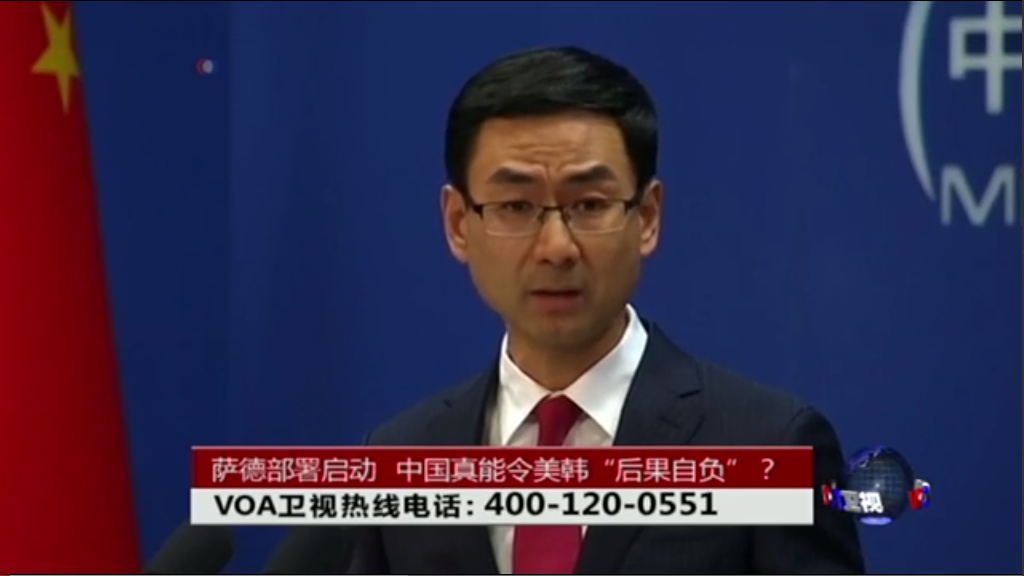
Geng en una conferencia de prensa en 2017.

El portavoz del Ministerio de Relaciones Exteriores de China, Geng Shuang, respondió al informe de The New York Times en una conferencia de prensa el 18 de noviembre de 2019. Geng dijo que los asuntos relacionados con Sinkiang son puramente asuntos internos y que las medidas del gobierno «han sido respaldadas por todos los grupos étnicos». Geng acusó a The New York Times de usar «un mosaico y una distorsión torpes» para «exagerar los llamados 'documentos internos'» y «difamar los esfuerzos antiterroristas y de desradicalización de China».
Un portavoz del gobierno regional de Sinkiang declaró que el informe estaba «lleno de tonterías, mentiras e intenciones siniestras» y que estaba «completamente inventado». El embajador de China en el Reino Unido describió los documentos como «pura y dura invención».
Tras la publicación de The New York Times, algunos internautas compartieron el artículo en la plataforma china Sina Weibo y le escribieron elogios en las redes sociales.

### Internacionales

#### Australia
La ministra de Relaciones Exteriores de Australia, Marise Payne, calificó el informe del New York Times de «perturbador» y afirmó que reforzaba la determinación de Australia de plantear sus preocupaciones sobre derechos humanos a Beijing. Penny Wong, portavoz de asuntos exteriores del Partido Laborista Australiano, calificó el informe de «profundamente perturbador» e instó a China a responder «de manera transparente y rápida». El líder de los Verdes australianos, Richard Di Natale, describió el informe como «horroroso» y afirmó que Australia necesitaba «desempeñar un papel diplomático activo ejerciendo la máxima presión sobre China».

#### Canadá
Citando pruebas de «los propios documentos del gobierno chino, imágenes satelitales y testimonios de testigos presenciales», el departamento de Relaciones Exteriores emitió una declaración conjunta con el Reino Unido en la que pedía a China que pusiera fin a sus «violaciones y abusos de los derechos humanos» en Sinkiang. Canadá pidió a China que permita que miembros independientes de la comunidad internacional investiguen la situación en Sinkiang. En coordinación con el Reino Unido y otros socios internacionales, Canadá anunció medidas comerciales para abordar los abusos contra los derechos humanos en Sinkiang. Estas medidas incluyeron la prohibición de importaciones producidas por trabajo forzoso, una declaración de integridad sobre Sinkiang para las empresas canadienses y la emisión de un análisis de terceros sobre el trabajo forzoso y los riesgos en la cadena de suministro.

#### Estados Unidos
En una conferencia de prensa el 26 de noviembre de 2019, el secretario de Estado Mike Pompeo dijo que los papeles de Sinkiang «detallan la brutal detención y la represión sistemática de los uigures por parte del partido chino». Pompeo dijo que los documentos se alinean con un creciente cuerpo de evidencia de que China está cometiendo violaciones de derechos humanos. Llamó al gobierno chino a poner fin a sus políticas en Sinkiang y «liberar de inmediato a todos aquellos que están arbitrariamente detenidos». En un discurso ante el Senado de los Estados Unidos, el líder de la mayoría del Senado, Mitch McConnell, calificó los documentos filtrados como un «manual para [una] campaña orwelliana para borrar de manera efectiva a una minoría religiosa y étnica».
Varios políticos estadounidenses retuitearon el artículo de The New York Times, incluidos Joe Biden, Ilhan Omar, Chuck Schumer y Elizabeth Warren. Biden describió el trato de China a los musulmanes uigures como «uno de los peores abusos de los derechos humanos en el mundo actual», mientras que Omar calificó los documentos como un «retrato escalofriante de la campaña de detención masiva y limpieza étnica del gobierno chino». Schumer escribió que los papeles de Sinkiang «exponen las mentiras del Partido Comunista Chino» y revelan una «campaña brutal y represiva» contra los musulmanes uigures. Warren describió el trato de China a los musulmanes uigures como una «horrible violación de los derechos humanos» y dijo que «debemos hacer frente al odio y al extremismo en casa y en todo el mundo».
Varios legisladores estadounidenses citaron los papeles de Sinkiang para pedir la aprobación de la Ley de política de derechos humanos de los uigures, que condena las violaciones de derechos humanos en Sinkiang y pide sanciones contra Chen Quanguo. La Ley de política de derechos humanos de los uigures fue promulgada por el presidente Donald Trump el 17 de junio de 2020. En virtud de la Ley Global Magnitsky, Estados Unidos impuso sanciones a Chen Quanguo, Zhu Hailun y otros dos funcionarios gubernamentales «en relación con graves abusos contra los derechos humanos» en Sinkiang.
La filtración de documentos de Sinkiang también provocó llamados a Estados Unidos para boicotear los Juegos Olímpicos de Pekín 2022. Si bien el portavoz del Departamento de Estado de Estados Unidos, Ned Price, dijo que Estados Unidos deseaba discutir un posible boicot con sus aliados para objetar el trato de China a los musulmanes uigures, el Departamento de Estado dijo que no hubo discusiones al respecto.

#### Reino Unido
Tras las filtraciones de los papeles de Sinkiang y los Cables de China, el Reino Unido citó los «documentos del propio gobierno de las autoridades chinas» como evidencia de violaciones de derechos humanos contra los musulmanes uigures, incluido el trabajo forzado y la detención extrajudicial. En coordinación con socios internacionales, incluido Canadá, el Reino Unido anunció medidas comerciales para garantizar que las empresas del Reino Unido no «contribuyan al abuso de los musulmanes uigures en Sinkiang». Esto incluye una revisión de los controles de exportación a Sinkiang y la introducción de sanciones financieras para las empresas que violen la Ley de Esclavitud Moderna.

## Acusaciones de violaciones de derechos humanos
La filtración de los papeles de Sinkiang contribuyó a las acusaciones de detención extrajudicial y genocidio contra el gobierno chino. Según el Instituto Australiano de Política Estratégica, los documentos demuestran la «escala y profundidad del programa de Sinkiang de Beijing» y dificultan que China niegue las acusaciones de persecución de los uigures y musulmanes.
Algunos afirman que los documentos constituyen un «vínculo directo» entre el liderazgo del PCCh y los abusos contra los derechos humanos en Sinkiang. Dolkun Isa, presidente del Congreso Mundial Uigur, dijo que los documentos «revelan una política premeditada de los más altos niveles del gobierno chino para erradicar nuestra identidad». Según un artículo en International Security, los documentos de Sinkiang «confirman la importancia del terrorismo en la mente de los principales líderes del partido, incluido Xi Jinping».
Los papeles de Sinkiang han sido citados como prueba del genocidio uigur por parte del gobierno chino contra los musulmanes uigures. Junto con otros documentos filtrados, la publicación de los papeles de Sinkiang condujo a una mayor atención y escrutinio de los campos de internamiento de China en Sinkiang.